# Dzsibuti történelme

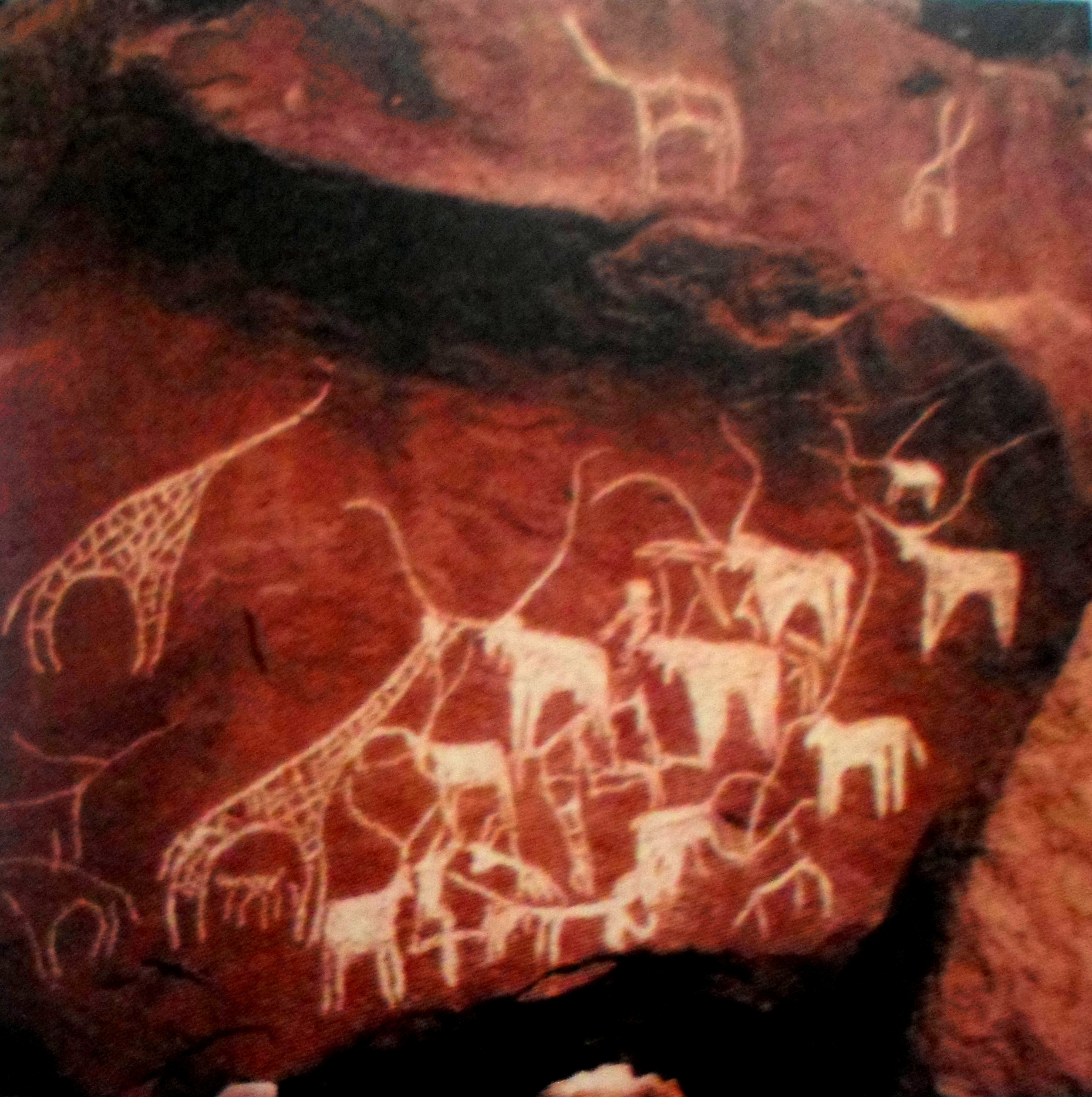
Sziklarajz Balho közelében

## A kezdetek
A terület már legalább az újkőkorszak óta lakott. A fazekasság megjelenésére az i. e. 2. évezred közepéről találtak leleteket. 

## Középkor
A mai Dzsibuti Szomáliához hasonlóan a muszlim arab szultánok uralma alá került a 7. és a 10. század között. Az itt élő nomád pásztornépeket, elsősorban az afarokat és az isszákat a hódítók az iszlám hitre térítették. Az arabok uralma után a területen az Oszmán Birodalom és Etiópia fennhatósága érvényesült. A 17. századtól különböző szultanátusok jöttel létre, melyek közül a legjelentősebb a Tadzsurai Szultanátus volt.

## Gyarmati korszak
Obock vidékét, a mai fővárostól Dzsibutitól északkeletre, foglalták el először a franciák 1862-ben. Majd az Afar- és az Isszár-part következett, s 1896-ban az elfoglalt területeket Francia Szomálipart néven a franciák gyarmatukká nyilvánították, melynek határait 1906-ban brit-olasz-etióp tárgyalások rögzítették. A Szuezi-csatorna az országot stratégiailag fontossá tette, aminek gazdasági jelentőséget is adott az 1917-re megépült Dzsibuti-Addisz-Abeba vasútvonal. Ezáltal Dzsibuti a szomszédos államok legfontosabb tranzitkikötője lett. A két világháború közötti évekig az ország belső részei még föltáratlanok voltak. 1940-ben olasz, majd 1942-ben francia-brit csapatok szállták meg.

## Függetlenség
1946-ban a gyarmati státuszt Franciaország tengerentúli területévé változtatták. 1967-ben Afar és Issza néven francia felségterületté keresztelték át. Ugyanekkor a két etnikai népcsoport anyaországa területi követelésekkel lépett fel. Szomália az isszák, míg Etiópia az afarok által lakott területeket akarta megszerezni. Franciaország a két állam törekvéseit és ellentéteit kihasználva 1972-ig, számos lázongás ellenére megakadályozta az ország önállósodását. Aztán 1972-ben Dzsibuti széles körű önkormányzati jogokat kapott. Az anyaországhoz tartozásról már korábban, 1958-ban, majd 1967-ben is tartottak népszavazást, s az eredmények mindegyik esetben ellentmondásosak és vitatottak voltak. Az 1977-ben lebonyolított újabb népszavazás, ami az afarok nagy részének távolmaradása mellett zajlott, már egyértelmű eredményt hozott, s ennek eredményeként 1977. június 27-én Dzsibuti függetlenné vált. Az ország első elnöke Hassan Gouled Aptidon lett, aki valamennyi népcsoport képviselőjét bevonta ugyan a kormányába, de az afarok és isszák ellentéte folyamatosan jelen volt és van a politikai életben, ami különböző kormányválságokat és kormányátalakításokat eredményezett.
A függetlenség elnyerése után az országot felvették az Afrikai Egységszervezetbe és az Arab Liga tagja lett. 1981-ben Gouled egyértelmű választási győzelmet aratott, s a győzelem birtokában minden más pártot betiltott a sajátján, a Népi Tömörülés a Haladásért (Rassemblement Populaire pour le Progrès, RPP) nevű párton kívül és pártállammá nyilvánította Dzsibutit. Ezután a politikai helyzet konszolidálódott. A külpolitika területén az ország közeledett Franciaországhoz, ahonnan gazdasági segítséget kapnak. Az ország mindmáig szinte kizárólag a külföldi segélyektől függ. Az 1991 őszén kezdődő szomáliai belviszály begyűrűzése miatt országos mozgósításra került sor. Majd 1992-ben új alkotmányt fogadtak el, amely szerint már több párt működhet a politikai életben.
2008-ban az ország határháborút vívott Eritreával, a vitát csak 10 évvel később rendezték.